# Epsilon Apodis
Désignations
Epsilon Apodis (en abrégé ε Aps) est une étoile variable de la constellation australe de l'Oiseau de paradis. Sa magnitude apparente varie autour de 5,06, ce qui la rend visible à l'œil nu. D'après la mesure de sa parallaxe annuelle par le satellite Hipparcos, l'étoile est distante d'approximativement ∼ 640 a.l. (∼ 196 pc) de la Terre. Elle s'éloigne du Système solaire à une vitesse radiale d'environ +4,5 km/s.
Epsilon Apodis est une étoile bleu-blanc de la séquence principale de type spectral B3 V. C'est donc une étoile massive qui génère son énergie par la fusion de l'hydrogène dans son noyau. Elle est plus de six fois plus massive que le Soleil et elle est estimée être âgée de 38 millions d'années. Son rayon est 4,3 fois plus grand que le rayon solaire, elle est plus de 1 600 fois plus lumineuse que le Soleil et sa température de surface est de 17 100 K.
Epsilon Apodis tourne rapidement sur elle-même, à une vitesse de rotation projetée de 150 km/s, ce qui donne une limité inférieure de sa vitesse de rotation azimutale à l'équateur. L'étoile est classée comme une variable de type Gamma Cassiopeiae dont la magnitude apparente varie entre 4,99 et 5,08. Sa variabilité a été mise en évidence par le satellite Hipparcos.